# 小行星3718
小行星3718（3718 Dunbar）是一颗绕太阳运转的小行星，为主小行星带小行星。该小行星于1978年11月7日发现。

## 轨道参数
小行星3718的轨道半长轴为2.6343886 UA，离心率为0.053。